# Katepsyna G
Katepsyna G – proteaza powodująca depolimeryzację włókien kolagenowych i degradację proteoglikanów. Znajduje się w ziarnistościach neutrofili. Jej działalność jest hamowana przez α2-makroglobulinę. Nadmierna aktywność katepsyny G bierze udział w patogenezie przewlekłej obturacyjnej chorobie płuc.

Przeczytaj ostrzeżenie dotyczące informacji medycznych i pokrewnych zamieszczonych w Wikipedii.